# Heinrich Barth
Heinrich Barth   (Hamburg, 16 de febrer de 1821 - Berlín, 25 de novembre de 1865) fou un explorador alemany de l'Àfrica.
Barth és un dels més grans dels exploradors europeus de l'Àfrica, no necessàriament a causa de la durada dels seus viatges (1850-1855) o del temps que passava sol sense companyia europea a l'Àfrica, sinó a causa del seu caràcter singular.

## Orígens
Barth nasqué a Hamburg. Inicià els seus estudis a la Gelehrtenschule des Johanneums i els va continuar a la Universitat Humboldt de Berlín, on es graduà el 1844. Ja havia visitat Itàlia i Sicília i havia format un pla de viatjar a través dels països mediterranis. Després d'estudiar àrab a Londres, començà els seus viatges el 1845. Va treballar per al Foreign Office britànic el 1850.

## A Àfrica del Nord i el Pròxim Orient
Des de Tànger, Barth va anar per ruta terrestre a través de tota la llargada de l'Àfrica del Nord. També viatjà a través d'Egipte, pujant pel Nil a Wadi Halfa i creuant el desert fins a Berenice. Mentre era a Egipte fou atacat i ferit per lladres. Creuant la península del Sinaí, travessà Palestina, Síria, Àsia Menor, Turquia i Grècia, a tot arreu examinant les restes d'antiguitat; i tornà a Berlín el 1847. Per un temps fou contractat allà com a Privatdozent i preparà la publicació de la seva obra Wanderungen durch die Küstenländer des Mittelmeeres, que apareixeria el 1849.

## Al Sudan, el Sàhara i l'Àfrica Occidental
A instàncies de Bunsen, l'ambaixador prussià a Westminster, i de científics com Alexander von Humboldt, Barth i Adolf Overweg, un astrònom prussià, es posà en contacte amb James Richardson, un explorador del Sàhara que havia estat seleccionat pel govern britànic per obrir relacions comercials amb els estats del Sudan central i occidental. La partida deixà Marsella a les darreries de 1849, i després deixà Trípoli a començaments del 1850, i afrontà les grans dificultats i perills que comportava creuar el desert del Sàhara.
Les morts de Richardson (març de 1851) i Overweg (setembre de 1852), víctimes del clima, deixaren Barth sol per ocupar-se de la missió. Barth fou el primer europeu a visitar l'Emirat d'Adamawa el 1851. Quan retornà a Trípoli el setembre de 1855, el seu viatge s'havia estès sobre els 24° de latitud i 20° de longitud, des de Trípoli, al nord, a Adamawa i Camerun al sud, i des del Llac Txad i Bagirmi a l'est, a Timbuctu (setembre de 1853) a l'oest - per un total de 12.000 milles. Estudià minuciosament la topografia, història, civilitzacions, llengües, i recursos dels països que visità.

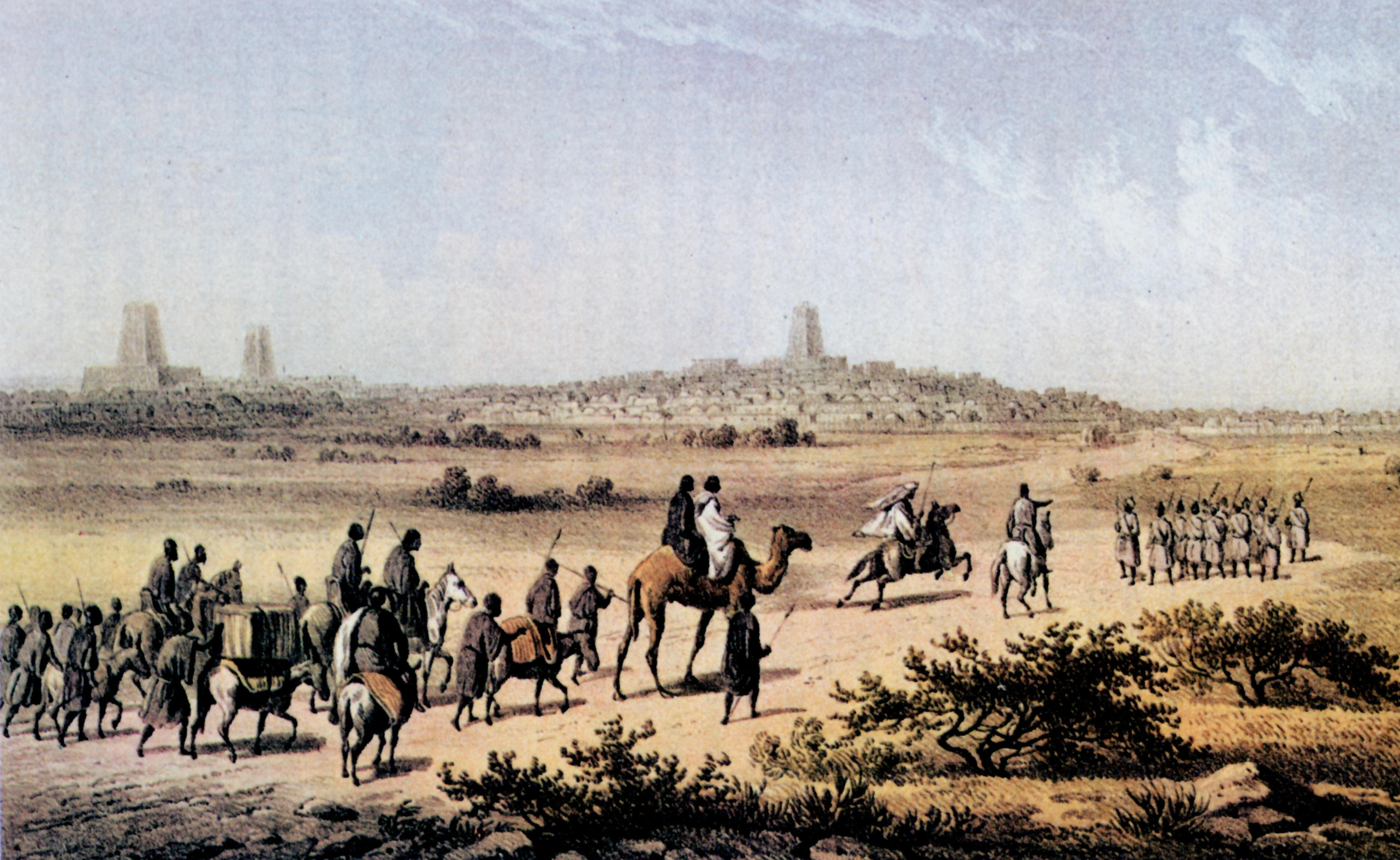
Heinrich Barth dirigint-se a Timbuktu, 7 de set. de 1853

El seu èxit com a explorador i historiador de l'Àfrica es basava tant en el seu caràcter pacient com en la seva educació erudita. Estudià durant els primers anys 1840 a la Universitat de Berlín sota el consell de becaris com Alexander von Humboldt, Leopold von Ranke, Friedrich Schelling i Jacob Grimm, tots els quals havien establert les bases de la geografia humana i de la recerca històrica el sentit modern.
Barth era diferent de la majoria exploradors de l'època colonial, perquè estava interessat en la història i cultura de les poblacions africanes, més que les possibilitats per explotar-les. Meticulosament documentava les seves observacions, i el seu propi diari s'ha convertit en una font inavaluable per a l'estudi del segle XIX a l'Àfrica Sudànica. Encara que Barth no fou el primer visitant europeu que parava atenció a les tradicions orals locals, era el primer que seriosament considerava la seva metodologia i ús per a la recerca històrica. Barth fou el primer viatger veritablement erudit a l'Àfrica occidental. D'altres anteriors com ara René Caillié, Dixon Denham i Hugh Clapperton no tenien gens de coneixements acadèmics. Barth podia llegir l'àrab i podia investigar la història d'algunes regions, especialment l'imperi Songhay. També sembla que hagués après algunes llengües africanes. Va establir relacions estretes amb un cert nombre de personatges i governants africans, des de Muhammad al-Amin al-Kanemi a Bornu, a través de les regions de Katsina i Sokoto a Timbuktu, on la seva amistat amb Ahmad al-Bakkai al-Kunti va permetre que es quedés a casa seva, i rebre protecció contra un intent de capturar-lo.

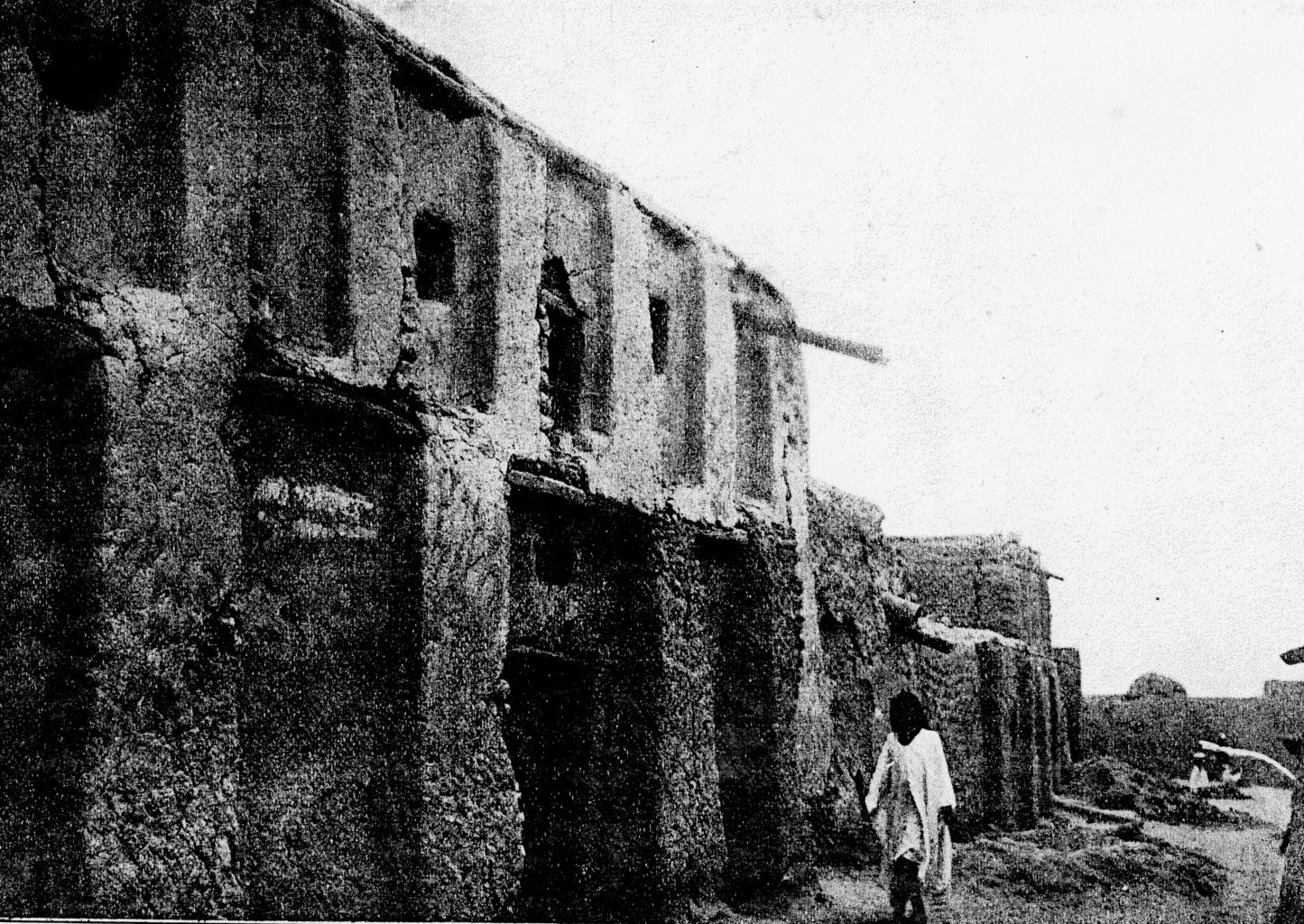
La casa d'Heinrich Barth a Timbuktu (a l'estiu de 1908, abans del seu esfondrament)

## Obres
La història dels viatges de Barth s'escrigué i es publicà simultàniament en anglès i alemany, sota el títol Reisen und Entdeckungen in Nord- und Zentralafrika (Viatges i Descobertes l'Àfrica del Nord i Central; 1857-1858, 5 vols., aproximadament 3500 pàgines). Es considerava un dels millors treballs de la seva classe a l'època, sent citat per Darwin, i encara és utilitzat per historiadors africans, ja que ha romàs com una important obra científica sobre les cultures africanes de l'època i una font per a historiadors d'Àfrica occidental.

## Reconeixements
Amb l'excepció del títol de "CB" (Company) de l'Orde del Bany, Barth mateix no va rebre cap reconeixement formal del govern britànic pels seus serveis. Retornà a Alemanya, on preparà una col·lecció de vocabularis centreafricans (Gotha, 1862-1866). El 1858 emprengué un altre viatge a l'Àsia Menor, i el 1862 visità les províncies turques a Europa. L'any següent se li concedí una plaça de geografia (sense càtedra ni sou regular) a la Universitat Humboldt de Berlín i fou nomenat president de la Royal Geographical Society. Li fou denegada l'admissió a l'Acadèmia Prussiana de les Ciències, ja que s'afirmava que no havia aconseguit res per a la historiografia i la lingüística.
Barth morí a Berlín. La seva tomba es conserva al protestant Friedhof III der Jerusalems- und Neuen Kirchengemeinde (Cementiri núm. III de les congregacions de l'església de Jerusalem i l'Església Nova a Berlin-Kreuzberg, al sud de Hallesches Tor.

## Obres
- Heinrich Barth, Corinthiorum commercii et mercaturae historiae particula / Beiträge zur Geschichte von Handel und Handelsverkehr der Korinther, Phil. Diss. 1844 (New edition with English translation: Africa Explorata. Monographien zur frühen Erforschung Afrikas 2. Heinrich-Barth-Institut, Cologne 2002, ISBN 3-927688-21-5 (amb una bibliografia completa d'escrits de i sobre Heinrich Barth, a data 2000)
- Henry Barth,Travels and Discoveries in North and Central Africa: being a Journal of an Expedition undertaken under the Auspices of H.B.M.’s Government, in the Years 1849–1855 ... 5 volumes. London: Longmans, Green & Co 1857 - 1858. Google books: Volume 1 (1857), Volume 3 (1857), Volume 4 (1858), Volume 5 (1858).
- (US-edition with less pictures) 3 volumes. New York: Harper & Brothers, 1857. Google books: Volume 1 (1857), Volume 2 (1857),Volume 3 (1859).
- Albert Adu Boahen, Britain, the Sahara and the Western Sudan, 1788-1861. Oxford: Clarendon, 1964 (with a scholarly account and evaluation of Barth's expedition and his relations with the British Foreign Office)
- Anthony Kirk-Greene (ed.), Barth's Travels in Nigeria. London: OUP, 1962 (amb una biografia curta excel·lent de l'explorador per un dels primers experts de la Gran Bretanya a l'Àfrica occidental)